# Большой Зетым
Большой Зетым — деревня в Дебёсском районе Удмуртской республики.

## География
Находится в восточной части Удмуртии на расстоянии приблизительно 4 км на юг по прямой от районного центра села Дебёссы.

## История
Известна с 1873 года как деревня Зятым (Зетымская) с 34 дворами. Первопоселенцы были из села Дебёссы. В 1893 году (уже современное название) дворов стало 47, в 1924 — 61. До 2021 года являлась административным центром Большезетымского сельского поселения.

## Население
Постоянное население составляло: 334 человека (1873), 372 (1893), 364 (1924), 343 человек (2002 году), удмурты 80 %, 309 в 2012.